# (390) Альма
(390) Альма (лат. Alma) — небольшой астероид главного пояса, входящий в состав семейства Эвномии. Он был открыт 24 марта 1894 года французским астрономом Гийомом Бигурданом в Парижской обсерватории и назван в честь 40-летия (1854) победной для французов битвы при крымской реке Альме.

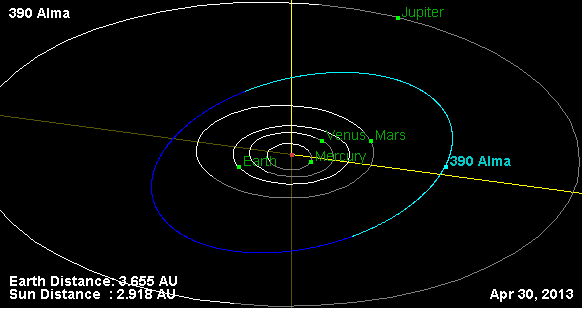
Орбита астероида Альма и его положение в Солнечной системе